# Antonio García (piloto)
Antonio García Navarro (Madrid, España, 5 de junio de 1980) es un piloto español de automovilismo. Es reconocido como uno de los mejores pilotos del automovilismo español de todos los tiempos por su gran palmarés en su primera etapa en el karting y por sus numerosos éxitos en la modalidad de resistencia, donde ha logrado tres victorias de clase en las 24 Horas de Le Mans en 2008, 2009 y 2011; cuatro en las 12 Horas de Sebring en 2009, 2015, 2017 y 2022; y tres en las 24 Horas de Daytona en 2009 (absoluta), 2015 y 2021; además de sus otros campeonatos de la clase GT de la American Le Mans Series en 2013 y del IMSA WeatherTech SportsCar Championship en 2017, 2018, 2020 y 2021, siendo el primer español en lograrlo.

## Trayectoria

### Gran etapa en el karting
Antonio recibe su primer kart en el verano de 1988 de la mano de su padre Sebastián. El día 16 de octubre de ese año participa en su primera prueba de la categoría Cadete del Campeonato de Madrid, que incluso llega a encabezar, sorprendiendo por su rapidez y por sus grandes trazadas. Rápidamente se mezcla en la lucha con los pilotos destacados y fruto de ello a final de temporada obtiene sus primeros podios.
En la temporada siguiente repite en el campeonato madrileño, donde gana su primera carrera en Soto del Real. También participa en el Campeonato de Castilla y León obteniendo grandes resultados y en la carrera del Campeonato de España, donde termina tercero. La temporada 1990 significa para Antonio la consagración como el mejor piloto de Madrid. Obtiene un total 8 victorias en diferentes pruebas, pero sin embargo pierde el campeonato en la última carrera al ser sacado de pista por dos veces.  
En el 91 domina venciendo los tres campeonatos disputados (España, Madrid y Cataluña) y la temporada siguiente sube a la categoría Junior, donde sufre numerosas averías mecánicas tanto en el campeonato madrileño como en el catalán, aun así es tercero en este último. En el 92, con 12 años, le autorizan excepcionalmente a participar en la categoría Inter-A del campeonato catalán (normalmente reservada a pilotos de 16 años). La decisión no tiene muchos adeptos, pero marca los mejores cronos en varias pruebas y en llega a la última jugándose el campeonato.  
En 1994 disputa en era su primera carrera internacional, a ella acudía como piloto de un importador con buenas relaciones en la fábrica y tras las primeras vueltas se convirtió en el piloto de la fábrica. Tras un buen aunque desafortunado Campeonato de Europa, y un tercer puesto en el Torneo CIAK, partió al Campeonato de Mundo Júnior en el que ganó con total autoridad, marcando un hito en la historia del automovilismo español al convertirse en el primer español que lo lograba, dos años antes de que también lo consiguiera Fernando Alonso. La temporada 95 fue en la que más activo estuvo, participando hasta en cinco campeonatos diferentes, logró vencer el catalán y el interterritorial español, pero su subcampeonato en el mundial le fue retirado porque su mecánico de confianza le instaló una campana de embrague más referenciada y el primer puesto en el nacional también le fue retirado por estar 200 gramos por debajo del peso mínimo en la báscula de pesaje oficial. 
En 1996, centra sus participaciones en Italia militando en la categoría Inter-A, con poca fortuna pero con grandes actuaciones donde lograba terminar. Fue subcampeón de nuevo en el Campeonato de España. En el 97 ficha por Italsistem al subir a la categoría de Fórmula y Super Fórmula A de karting. Logró vencer el Campeonato de Europa de FA y los prestigiosos trofeos Margutti y de Bolonia ese año mientras competía por primera vez con monoplazas. Centrado en el Open by Nissan, en 1998 disputó sus últimas carreras internacionales en el karting sin grandes resultados.

### El camino truncado de los monoplazas
Con sus buenos resultados en las temporadas anteriores en el karting a sus espaldas, Antonio se apunta a la selección de pilotos Volante Elf para ser piloto oficial de Elf España en la Fórmula Campus Elf Renault francesa. Tras superar todas las eliminatorias sería uno de los seleccionados para disputar la temporada 1997 junto al otro español que a la postre sería el campeón absoluto: Marcel Costa. Sería tercero en el campeonato finalmente tras lograr victorias en Val de Vienne, Paul Ricard y en el Circuit de Catalunya además de conseguir otros 5 podios. Tras ello, Elf le hace una oferta para ser su piloto en 1998, pero tras realizar en esa pretemporada un test en el Circuito de Albacete con Adrián Campos, decide firmar con él para ser su piloto en la primera temporada del Open by Nissan.
Adrián pasa también a ser su mánager y le ofrece el asiento en su equipo sin la necesidad de que Antonio pagase por él. A su lado tendrá de compañero a un muy competitivo Marc Gené que a la postre será el primer campeón de la Nissan. Sorprendiendo a todos, García ganaría las dos primeras carreras de la temporada, pero el no lograr ninguna otra victoria junto a dos nefastos fines de semana en el Circuito de Jerez y del Jarama, le dejaban quinto en la general.
En 1999 disfrutaría de otra oportunidad, esta vez junto a Fernando Alonso al que ya conocía con anterioridad y que subía directamente del karting. De nuevo Antonio fue muy irregular, quedando sexto en la clasificación final con tan sólo una victoria. Estrenó milenio de nuevo en la misma categoría y en el mismo campeonato, siendo un todo o nada para él ya que no podía permitirse el no ser campeón. Esta vez con el francés Patrice Gay como compañero, Antonio García se proclamó campeón de la temporada logrando cuatro victorias y 10 podios, no pudiendo despistarse a lo largo del año ya que Guiseppe Burlotti y Rui Aguas fueron muy regulares y pusieron su campeonato en peligro.
Tras el campeonato, el Red Bull Junior Team le hizo una oferta para ser su piloto en la Fórmula 3000 gracias en parte al contacto de Xevi Pujolar y al buen test realizado con ellos por el piloto a finales del año anterior. Antonio intentaría seguir los pasos de Alonso a pesar de que Telefónica y Repsol, potenciales patrocinadores para él, iban a retirar sus apoyos en la categoría reina. Con la poca experiencia de la que disponía no logró sorprender en las primeras carreras y a pesar de ser décimo en la carrera de Barcelona, Helmut Marko no mostró paciencia ni facilidades y bajó al español del equipo para subir en su lugar a Ricardo Mauricio, que contaba ya con dos años de experiencia y que fue octavo en la general. Aun así y tras muchos esfuerzos Antonio pudo disputar las tres últimas carreras de la temporada con Durango, donde logró como mejor resultado otra décima plaza.
A principios de 2002, Antonio recibió con un año de retraso su premio por haber ganado el Open by Nissan, un test en el Circuit Ricardo Tormo con la escudería Minardi F1. Poco después y con la anunciada subida de prestaciones y prestigio del Open by Nissan, que pasó a ser World Series, Adrián volvió a contar con Antonio para su escudería. Fue finalmente quinto quedando lejos de los dominadores del campeonato (Zonta, Montagny, Leinders y Wilson), pero siendo el mejor del resto a pesar de no poder participar en la ronda de Albacete. En 2003 y estando centrado en el ETCC, reapareció en la última ronda de la temporada para sustituir a José Manuel Pérez-Aicart.

#### Fórmula E

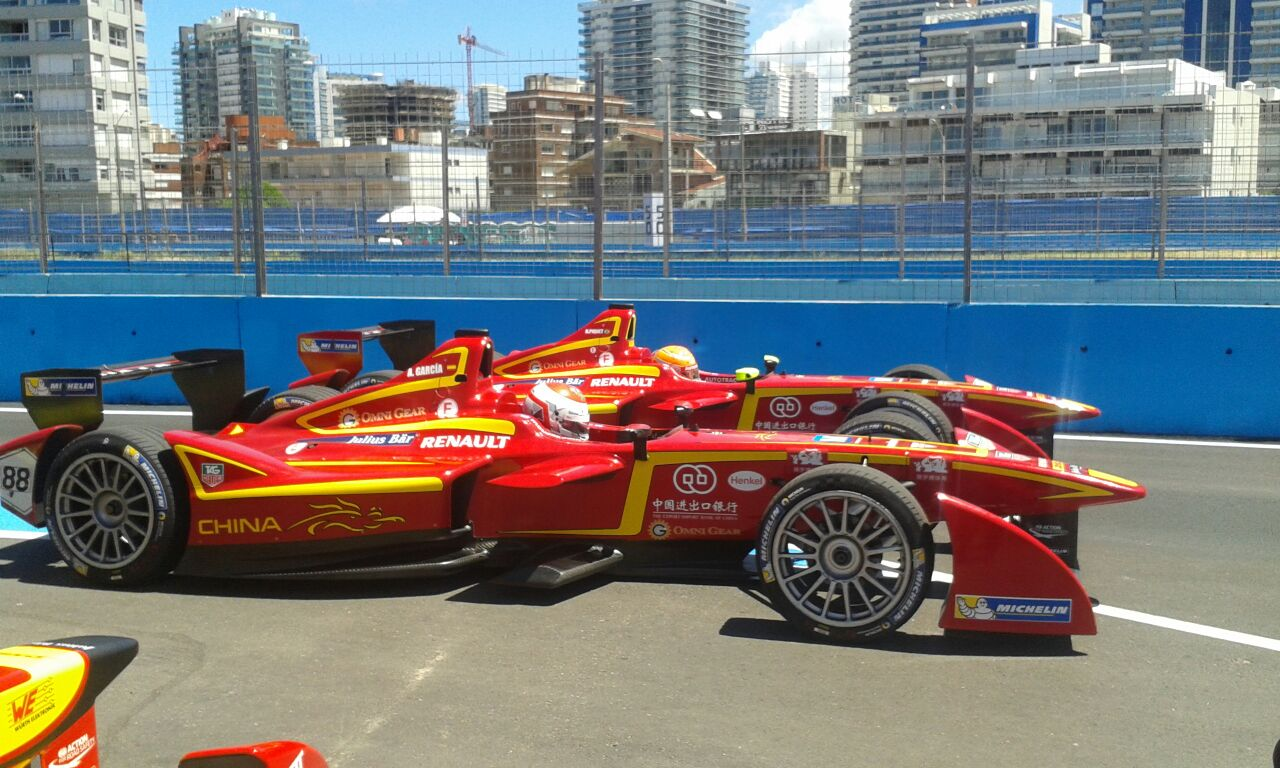
Antonio García en las pruebas post ePrix de Punta del Este 2014 de la Fórmula E.

Antonio tuvo dos breves apariciones en la temporada inaugural 2014-15 del campeonato mundial de Fórmula E organizado por la FIA siendo piloto del NEXTEV TCR, escudería operada técnicamente por Campos Racing. Fue sustituto de Ho-Pin Tung en la tercera ronda y de Charles Pic en la novena.

### FIA GT y Turismos
En 2001, a pesar de no considerarlo suficientemente bueno para apoyarlo en su camino a la F1 Red Bull sí ve algo en Antonio y lo sube a un GT de RWS Motorsport en el FIA GT. Disputa tres carreras y demuestra su talento al lograr una victoria en la clase N-GT en Spa-Francorchamps y una superpole en Estoril. Repetiría programa en el campeonato en la temporada siguiente, esta vez disputando seis carreras y logrando dos poles y tres podios. En 2005 realizaría una última carrera en el FIA GT con el Russian Age Racing, ganándola junto a Christophe Bouchut.
Aunque el debut de Antonio con los turismos se produjo en las 24 Horas de Barcelona de 1999 con un Hyundai, es recordada su etapa en el ETCC y el primer año del WTCC dentro del programa de BMW Motorsport, siendo su piloto oficial. En las 55 carreras que disputó no logró ninguna victoria, pero si una pole y 10 podios, quedando octavo, séptimo y noveno del campeonato de pilotos respectivamente. En 2004 también tomó parte en la Belcar Series (Campeonato Belga de Turismos), ganando en Nurburgring también como piloto oficial BMW.

### El éxito en los campeonatos de resistencia americanos

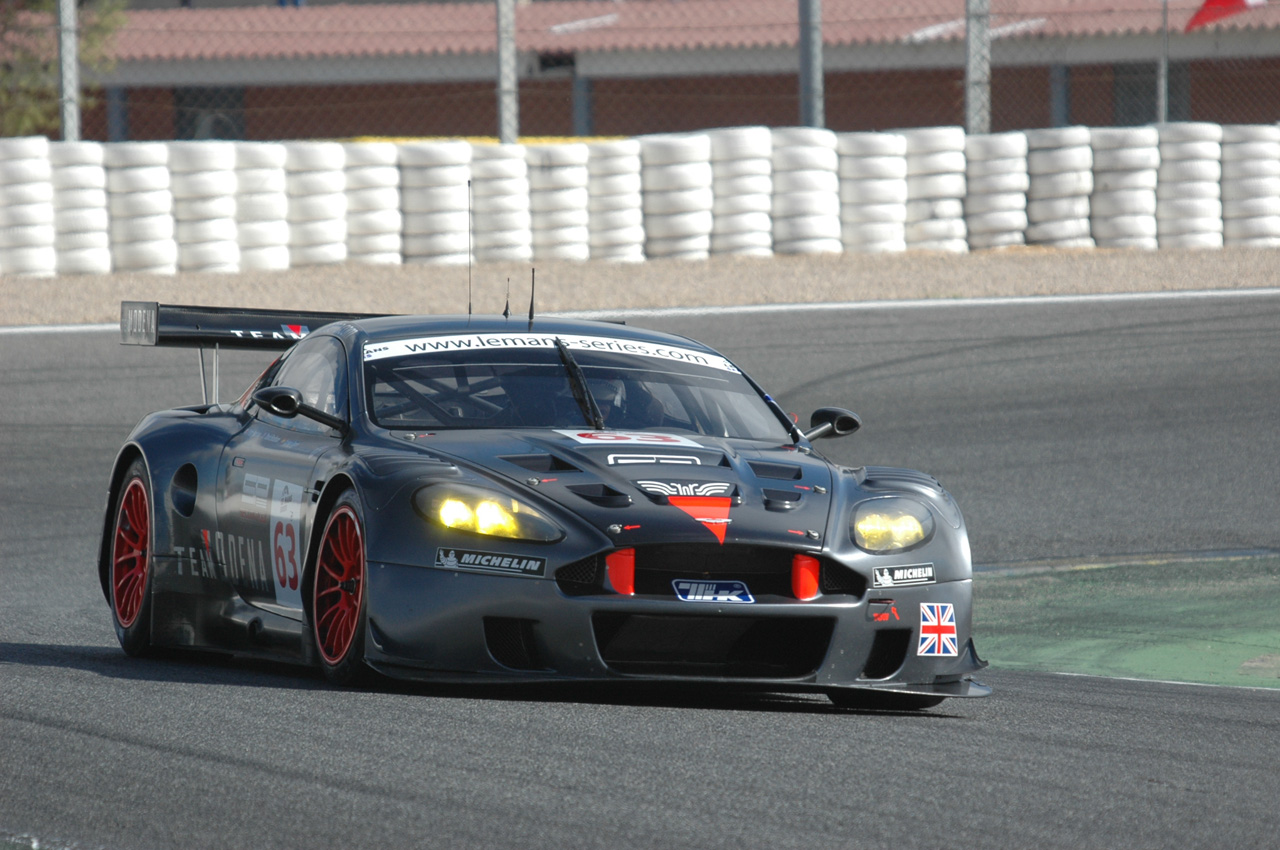
Con el Aston Martin DBR9 del Team Modena. (2006)

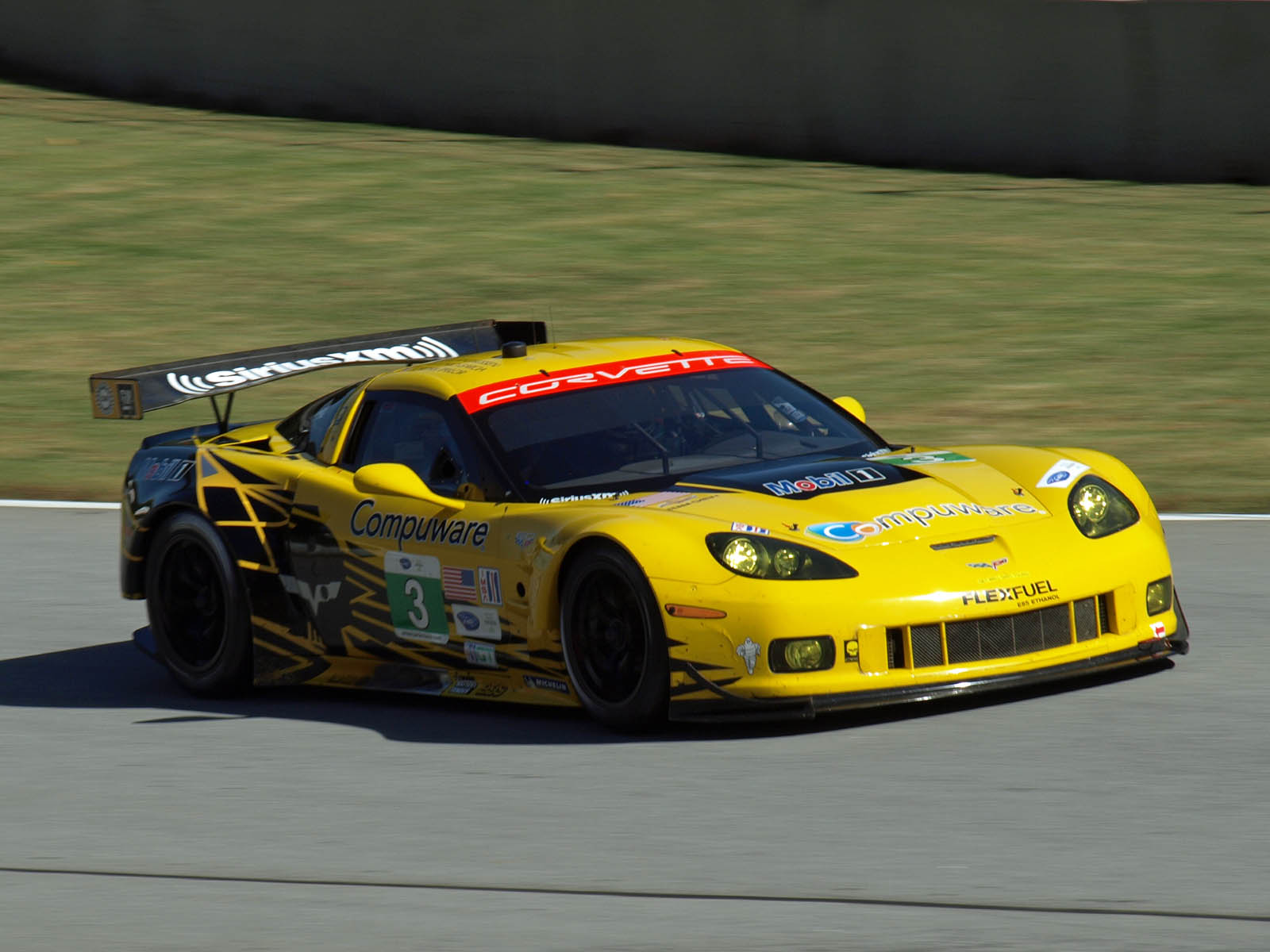
Pilotando para el equipo Corvette en 2012.

Tras terminar con BMW, en 2006 se centró en las competiciones de resistencia en 2006 en las Le Mans Series en la categoría GT1 enrolado en las filas del Team Modena con un Aston Martin DBR9 consiguiendo una victoria y tres podios en su categoría que le valieron el quinto lugar final. También tomó parte por primera vez en las 24 Horas de Le Mans, terminando en cuarta posición también con un Aston Martin DBR9.
En 2007 consiguió un nuevo podios en las Le Mans Series con el equipo Modena y compitió por primera vez en suelo norteamericano en la Grand Am consiguiendo un podio en Sebring. Volvió a competir en las 24 Horas de Le Mans pero terminó en 10º posición. Para 2008 siguió enrolado en las filas del equipo Modena para las Le Mans Series y consiguió 3 victorias y 4 podios. También tomó parte en la primera prueba de las American Le Mans Series consiguiendo un podio en Sebring. Lo más destacable este año fue su victoria en las 24 Horas de Le Mans en la categoría GT1 a bordo del Aston Martin DBR9 del equipo Prodrive. En enero de 2009 consiguió también su primera victoria en las 24 Horas de Daytona con el equipo Brumos Racing a bordo de un Riley Porsche.
En 2009 iniciaría su larga aventura como piloto oficial de Corvette Racing y sus Chevrolet Corvette, consiguiendo durante los tres años siguientes la victoria por segunda y tercera vez en las 24 Horas de le Mans en las categorías GT1 y GTE Pro. En 2012, se incorporó al equipo oficial Corvette de la American Le Mans Series como compañero de butaca de Jan Magnussen y obtuvo cinco podios en diez carreras, resultando quinto en el campeonato de pilotos de la clase GT, ayudando además a obtener el título de equipos. García consiguió tres victorias y seis podios en las nueve fechas de 2013 con el equipo Corvette. Así, conquistó los títulos de pilotos y equipos junto a Magnussen. En 2014, García compitió en la United SportsCar Championship. Logró 4 victorias y un cuarto puesto, generalmente con Magnussen como compañero de equipo, de forma que el español finalizó tercero en el campeonato de pilotos de clase GT Le Mans, por detrás de los dos pilotos de SRT, Kuno Wittmer y Jonathan Bomarito.
En 2015 se proclama de nuevo vencedor de las 24 Horas de Daytona con Corvette, esta vez en categoría GT Le Mans; también logró la victoria de clase en las 12 Horas de Sebring. Sin embargo, en las fechas restantes, García y Magnussen lograron solamente dos podios más y dos cuartos puestos, finalizando cuartos en el campeonato de pilotos de GTLM. El español obtuvo la victoria en Virginia, además de dos segundos puestos y dos terceros, para terminar, junto con Magnussen, quinto en la IMSA SportsCar Championship 2016. Además, resultó séptimo en Le Mans, con Magnussen y Ricky Taylor. En dicho 2016 y en 2017 también corrió algunas carreras de la Blancpain Endurance Series con un Audi R8 de la escudería Belga WRT, aunque solo logrando un podio.
Desde 2017 hasta el presente, se ha centrado en seguir corriendo en el WeatherTech SportsCar Championship, siendo la etapa en la que ha logrado sus mejores resultados proclamándose ganador del campeonato en cuatro de las ocho temporadas, con cuatro terceras posiciones en las restantes (2019, 2022, 2023 y 2024). Además tampoco se ha perdido las tres grandes pruebas de resistencia que sigue disputando anualmente: las 24 Horas de Le Mans donde fue subcampeón en 2021, las 24 Horas de Daytona donde venció en 2021 con sus nuevos compañeros (Nicky Catsburg y Jordan Taylor), fue subcampeón en 2023 (con Taylor y Tommy Milner) y tercero en 2018 con sus compañeros de la anterior etapa (Jan Magnussen y Mike Rockenfeller); y las 12 Horas de Sebring donde ha ganado en 2022 y 2017, y fue tercero en 2019.

## Palmarés en el karting
| Temporada | Series                                          | Pos. |
| --------- | ----------------------------------------------- | ---- |
| 1988      | Campeonato de Madrid - Cadete                   | 11.º |
| 1989      | Campeonato de España - Cadete                   | 3.º  |
| 1989      | Campeonato de Madrid - Cadete                   | 3.º  |
| 1989      | Campeonato de Castilla y León - Cadete          | 4.º? |
| 1990      | Campeonato de Madrid - Cadete                   | 2.º  |
| 1991      | Campeonato de España - Cadete                   | 1.º  |
| 1991      | Campeonato de Madrid - Cadete                   | 1.º  |
| 1991      | Campeonato de Cataluña - Cadete                 | 1.º  |
| 1992      | Campeonato de España - Junior                   | 7.º  |
| 1992      | Campeonato de Madrid - Junior                   | ?    |
| 1992      | Campeonato de Cataluña - Junior                 | 3.º  |
| 1993      | Campeonato de España - Junior                   | NF   |
| 1993      | Campeonato de Cataluña - Inter A                | 2.º  |
| 1994      | Campeonato del Mundo - Junior                   | 1.º  |
| 1994      | Campeonato de España - Junior                   | 2.º  |
| 1994      | Campeonato de España Interterritorial - Inter A | 3.º  |
| 1994      | Torneo CIAK - Junior                            | 3.º  |
| 1994      | Trofeo delle Industrie - Junior                 | 8.º  |
| 1995      | Campeonato del Mundo - Junior                   | DSQ  |
| 1995      | Campeonato de Europa - Junior                   | 4.º  |
| 1995      | Campeonato de España - Inter A                  | DSQ  |
| 1995      | Campeonato de España Interterritorial - Inter A | 1.º  |
| 1995      | Campeonato de Cataluña - Inter A                | 1.º  |
| 1995      | Trofeo Margutti - Junior                        | 2.º  |
| 1995      | Trofeo delle Industrie - Junior                 | NF   |
| 1995      | Open Ford - ?                                   | 5.º  |
| 1996      | Campeonato de Europa - Inter A                  | NF   |
| 1996      | Campeonato de España - Inter A                  | 2.º  |
| 1996      | Trofeo Margutti - Inter A                       | NF   |
| 1996      | Trofeo delle Industrie - Inter A                | NF   |
| 1996      | Trofeo della Romagna - Inter A                  | 1.º  |
| 1997      | Campeonato del Mundo - Fórmula A                | NF   |
| 1997      | Campeonato de Europa - Fórmula A                | 1.º  |
| 1997      | Trofeo Margutti - Super A                       | 1.º  |
| 1997      | Trofeo Alazar - Super A                         | NF   |
| 1997      | Bologna Motor Show - Super A                    | 1.º  |
| 1998      | Campeonato del Mundo - Super A                  | 9.º  |
| 1998      | Trofeo Margutti - Super A                       | NF   |
| 1998      | Open de Italia                                  | 12.º |

## Resumen de trayectoria
| Temporada | Series                                       | Escudería                            | Carreras | Victorias | Poles | VR | Podios | Puntos | Pos. |
| --- | -------------------------------------------- | ------------------------------------ | -------- | --------- | ----- | -- | ------ | ------ | ---- |
| 1997 | Fórmula Campus Elf Renault                   | Elf España                           | 11       | 3         | 0     | 0  | 6      | ?      | 3.º  |
| 1998 | Open by Nissan                               | Adrián Campos Motorsport             | 12       | 2         | 0     | 2  | 4      | 99     | 5.º  |
| 1999 | Euro Open by Nissan                          | Adrián Campos Motorsport             | 15       | 1         | 1     | 1  | 4      | 109    | 6.º  |
| 1999 | 24 Horas de Barcelona                        | Hyundai Riders                       |          |           |       |    |        |        | 6.º  |
| 2000 | Open by Nissan                               | Adrián Campos Motorsport             | 16       | 4         | 5     | 6  | 10     | 199    | 1.º  |
| 2001 | Fórmula 3000 Internacional                   | Red Bull Junior Team F3000 / Durango | 7        | 0         | 0     | 0  | 0      | 0      | 26.º |
| 2001 | FIA GT N-GT                                  | RWS Motorsport                       | 3        | 1         | 0     | 1  | 1      | 24     | 13.º |
| 2002 | World Series by Nissan                       | Adrián Campos Motorsport             | 15       | 0         | 0     | 0  | 2      | 82     | 5.º  |
| 2002 | FIA GT N-GT                                  | RWS Motorsport                       | 6        | 0         | 2     | 0  | 3      | 18     | 13.º |
| 2003 | ETCC                                         | Ravaglia Motorsport                  | 17       | 0         | 1     | 1  | 4      | 46     | 8.º  |
| 2003 | World Series by Nissan                       | Adrián Campos Motorsport             | 2        | 0         | 0     | 0  | 0      | 6      | 21.º |
| 2004 | ETCC                                         | BMW Team Italy-Spain                 | 19       | 0         | 0     | 0  | 3      | 43     | 7.º  |
| 2004 | Belcar                                       | BMW Motorsport                       | 1        | 1         | 1     | 1  | 1      | ?      | ?    |
| 2005 | WTCC                                         | BMW Team Italy-Spain                 | 19       | 0         | 0     | 0  | 3      | 51     | 9.º  |
| 2005 | FIA GT N-GT                                  | Russian Age Racing                   | 1        | 1         | 1     | 0  | 0      | 10     | 26.º |
| 2006 | Le Mans Series - LMGT1                       | Team Modena                          | 5        | 1         | 1     | 0  | 3      | 16     | 5.º  |
| 2007 | Le Mans Series - LMGT1                       | Team Modena                          | 5        | 0         | 0     | 0  | 1      | 22     | 6.º  |
| 2007 | Grand Am Rolex Series - DP                   | Cheever Racing                       | 3        | 0         | 0     | 0  | 0      | 65     | 42.º |
| 2008 | Le Mans Series - LMGT1                       | Team Modena                          | 5        | 3         | 4     | 1  | 3      | 36     | 2.º  |
| 2008 | Grand Am Rolex Series - DP                   | Cheever Racing                       | 13       | 0         | 0     | 0  | 1      | 224    | 21.º |
| 2009 | Le Mans Series - LMGT2                       | Team Modena                          | 5        | 1         | 0     | 0  | 2      | 24     | 3.º  |
| 2009 | Grand Am Rolex Series - DP                   | Brumos Racing                        | 6        | 6         | 1     | 0  | 1      | 95     | 28.º |
| 2009 | 2 Horas de Zolder (FIA GT2)                  | CRS Racing                           |          |           |       |    |        |        | NF   |
| 2010 | Grand Am Rolex Series - DP                   | Spirit of Daytona Racing             | 12       | 0         | 0     | 0  | 1      | 286    | 16.º |
| 2010 | 500 km de Alcañiz - D2                       |                                      |          |           |       |    |        |        | 7.º  |
| 2011 | Grand Am Rolex Series - DP                   | Spirit of Daytona Racing             | 12       | 0         | 1     | 1  | 0      | 263    | 7.º  |
| 2012 | Grand Am Rolex Series - DP                   | Spirit of Daytona Racing             | 9        | 2         | 0     | 0  | 3      | 200    | 13.º |
| 2012 | American Le Mans Series - GT                 | Corvette Racing                      | 10       | 0         | 0     | 1  | 5      | 121    | 3.º  |
| 2013 | American Le Mans Series - GT                 | Corvette Racing                      | 10       | 3         | 0     | 0  | 6      | 135    | 1.º  |
| 2014 | USCC - GTLM                                  | Corvette Racing                      | 11       | 4         | 1     | 0  | 4      | 317    | 3.º  |
| 2014-2015 | FIA Fórmula E                                | China Racing / NEXTEV TCR            | 2        | 0         | 0     | 0  | 0      | 0      | 28.º |
| 2015 | USCC - GTLM                                  | Corvette Racing                      | 10       | 3         | 0     | 1  | 5      | 295    | 3.º  |
| 2016 | WeatherTech SportsCar Championship - GTLM    | Corvette Racing                      | 11       | 1         | 1     | 1  | 5      | 319    | 3.º  |
| 2016 | Blancpain Endurance Series - GT3             | Belgian Audi Club Team WRT           | 3        | 0         | 0     | 0  | 0      | 12     | 30.º |
| 2017 | WeatherTech SportsCar Championship - GTLM    | Corvette Racing                      | 11       | 3         | 0     | 1  | 5      | 334    | 1.º  |
| 2017 | Blancpain GT Series Endurance Cup - Pro      | Belgian Audi Sport Team WRT          | 2        | 0         | 0     | 0  | 1      | 29     | 9.º  |
| 2018 | WeatherTech SportsCar Championship - GTLM    | Corvette Racing                      | 11       | 0         | 1     | 1  | 8      | 322    | 1.º  |
| 2019 | WeatherTech SportsCar Championship - GTLM    | Corvette Racing                      | 11       | 0         | 1     | 1  | 6      | 317    | 3.º  |
| 2020 | WeatherTech SportsCar Championship - GTLM    | Corvette Racing                      | 11       | 5         | 2     | 3  | 8      | 351    | 1.º  |
| 2021 | WeatherTech SportsCar Championship - GTLM    | Corvette Racing                      | 11       | 4         | 2     | 1  | 9      | 3549   | 1.º  |
| 2022 | WeatherTech SportsCar Championship - GTD Pro | Corvette Racing                      | 10       | 1         | 1     | 2  | 5      | 3194   | 3.º  |
| 2023 | IMSA SportsCar Championship - GTD Pro        | Corvette Racing                      | 11       | 2         | 1     | 1  | 6      | 3579   | 3º   |
| 2024 | IMSA SportsCar Championship - GTD Pro        | Corvette Racing by Pratt Miller      | 10       | 1         | 2     | 2  | 3      | 2934   | 3.º  |
| Los resultados de las 24H de Le Mans, 24H de Daytona y 12H de Sebring, se encuentran en la sección Resultados. |                                              |                                      |          |           |       |    |        |        |      |
| Fuente: |                                              |                                      |          |           |       |    |        |        |      |

## Resultados

### Fórmula 3000 Internacional
| Año  | Escudería                  | 1       | 2      | 3      | 4       | 5   | 6   | 7   | 8   | 9   | 10     | 11     | 12     | CP   | Puntos |
| ---- | -------------------------- | ------- | ------ | ------ | ------- | --- | --- | --- | --- | --- | ------ | ------ | ------ | ---- | ------ |
| 2001 | Red Bull Junior Team F3000 | INT Ret | IMO 16 | CAT 10 | A1R Ret | MON | NÜR | MAG | SIL | HOC |        |        |        | 26.º | 0      |
| 2001 | Durango Formula            |         |        |        |         |     |     |     |     |     | HUN 10 | SPA 16 | MNZ 11 | 26.º | 0      |

### Fórmula E
| Año     | Escudería                 | 1   | 2   | 3      | 4   | 5   | 6   | 7   | 8   | 9      | 10  | 11  | Pos  | Puntos |
| ------- | ------------------------- | --- | --- | ------ | --- | --- | --- | --- | --- | ------ | --- | --- | ---- | ------ |
| 2014–15 | China Racing / NEXTEV TCR | BEI | PUT | PDE 11 | BUE | MIA | LBH | MCO | BER | MSC 19 | LDN | LDN | 28.º | 0      |

### 24 Horas de Le Mans

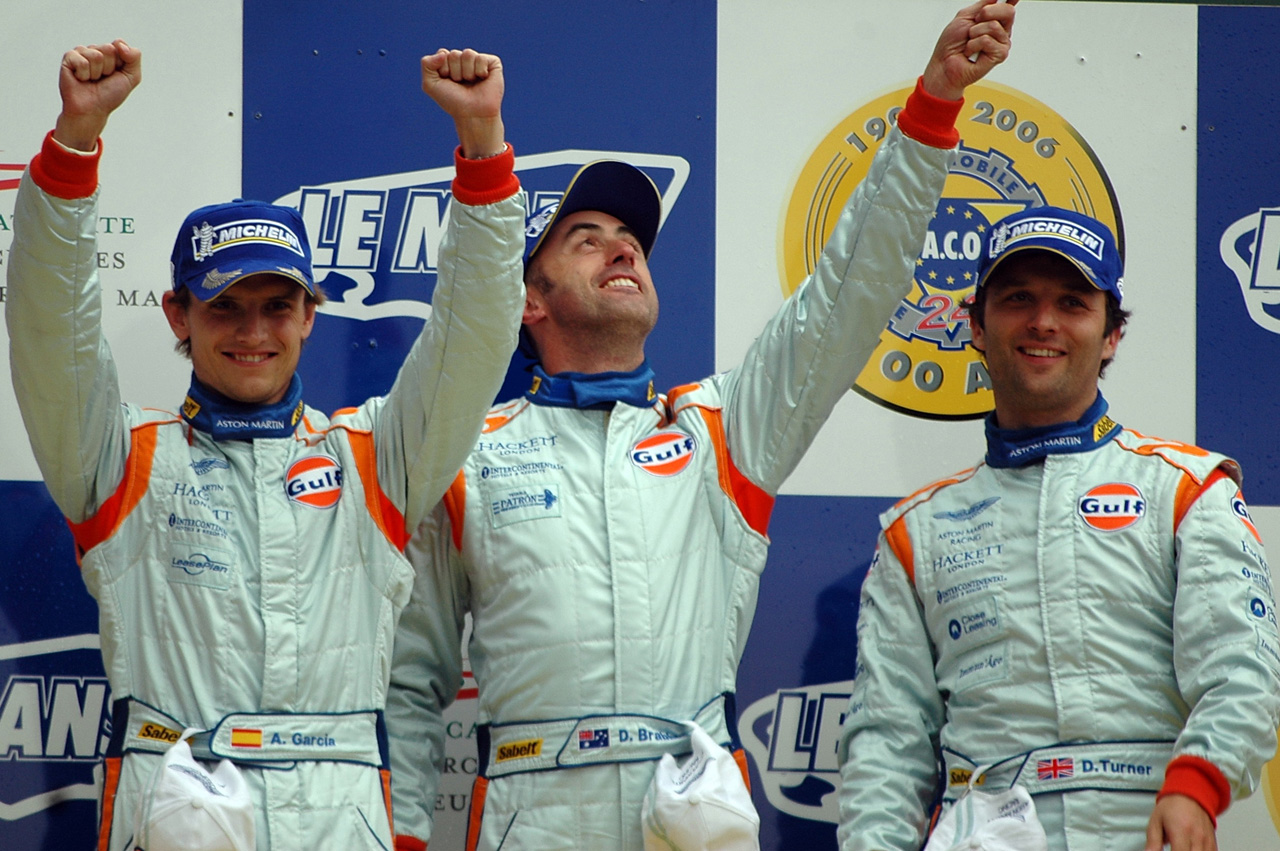
En el podio tras ganar las 24 Horas de Le Mans 2008.

| Año  | Equipo                      | Copilotos                        | Automóvil               | Clase   | Vueltas | Pos. | Pos. Clase |
| ---- | --------------------------- | -------------------------------- | ----------------------- | ------- | ------- | ---- | ---------- |
| 2006 | Russian Age Racing - Modena | David Brabham Nelson Piquet, Jr. | Aston Martin DBR9       | GT1     | 343     | 9.º  | 4.º        |
| 2007 | Team Modena                 | Jos Menten Christian Fittipaldi  | Aston Martin DBR9       | GT1     | 318     | 17.º | 10.º       |
| 2008 | Aston Martin Racing         | David Brabham Darren Turner      | Aston Martin DBR9       | GT1     | 344     | 13.º | 1.º        |
| 2009 | Corvette Racing             | Johnny O'Connell Jan Magnussen   | Chevrolet Corvette C6.R | GT1     | 342     | 15.º | 1.º        |
| 2010 | Corvette Racing             | Johnny O'Connell Jan Magnussen   | Chevrolet Corvette C6.R | GT2     | 225     | DNF  | DNF        |
| 2011 | Corvette Racing             | Olivier Beretta Tommy Milner     | Chevrolet Corvette C6.R | GTE Pro | 314     | 11.º | 1.º        |
| 2012 | Corvette Racing             | Jan Magnussen Jordan Taylor      | Chevrolet Corvette C6.R | GTE Pro | 326     | 23.º | 5.º        |
| 2013 | Corvette Racing             | Jan Magnussen Jordan Taylor      | Chevrolet Corvette C6.R | GTE Pro | 312     | 19.º | 4.º        |
| 2014 | Corvette Racing             | Jan Magnussen Jordan Taylor      | Chevrolet Corvette C7.R | GTE Pro | 338     | 14.º | 2.º        |
| 2015 | Corvette Racing             | Jan Magnussen Ryan Briscoe       | Chevrolet Corvette C7.R | GTE Pro | 0       | DNS  | DNS        |
| 2016 | Corvette Racing – GM        | Jan Magnussen Ricky Taylor       | Chevrolet Corvette C7.R | GTE Pro | 336     | 25.º | 7.º        |
| 2017 | Corvette Racing – GM        | Jan Magnussen Jordan Taylor      | Chevrolet Corvette C7.R | GTE Pro | 340     | 19.º | 3.º        |
| 2018 | Corvette Racing – GM        | Jan Magnussen Mike Rockenfeller  | Chevrolet Corvette C7.R | GTE Pro | 342     | 18.º | 4.º        |
| 2019 | Corvette Racing             | Jan Magnussen Mike Rockenfeller  | Chevrolet Corvette C7.R | GTE Pro | 337     | 28.º | 8.º        |
| 2021 | Corvette Racing             | Nicky Catsburg Jordan Taylor     | Chevrolet Corvette C8.R | GTE Pro | 345     | 21.º | 2.º        |
| 2022 | Corvette Racing             | Nicky Catsburg Jordan Taylor     | Chevrolet Corvette C8.R | GTE Pro | 214     | DNF  | DNF        |

### 24 Horas de Daytona
| Año  | Equipo                   | Copilotos                                    | Automóvil                    | Clase   | Vueltas | Pos. | Pos. Clase |
| ---- | ------------------------ | -------------------------------------------- | ---------------------------- | ------- | ------- | ---- | ---------- |
| 2008 | Cheever Racing           | Matteo Bobbi Stéphane Ortelli Fabio Babini   | Coyote CC/08-Pontiac         | DP      | 170     | DNF  | DNF        |
| 2009 | Brumos Racing            | Darren Law David Donohue Buddy Rice          | Riley Mk. XI-Porsche         | DP      | 735     | 1.º  | 1.º        |
| 2010 | Spirit of Daytona Racing | Darren Manning Paul Menard Buddy Rice        | Coyote CC/09-Porsche         | DP      | 346     | DNF  | DNF        |
| 2011 | Spirit of Daytona Racing | Paul Edwards Sascha Maassen                  | Coyote CC/09-Chevrolet       | DP      | 649     | DNF  | DNF        |
| 2012 | Spirit of Daytona Racing | Oliver Gavin Jan Magnussen Richard Westbrook | Coyote Corvette DP           | DP      | 746     | 8.º  | 8.º        |
| 2013 | Spirit of Daytona Racing | Oliver Gavin Ricky Taylor Richard Westbrook  | Coyote Corvette DP           | DP      | 697     | 5.º  | 5.º        |
| 2014 | Corvette Racing          | Jan Magnussen Ryan Briscoe                   | Chevrolet Corvette C7.R      | GTLM    | 329     | DNF  | DNF        |
| 2015 | Corvette Racing          | Jan Magnussen Ryan Briscoe                   | Chevrolet Corvette C7.R      | GTLM    | 725     | 4.º  | 1.º        |
| 2016 | Corvette Racing          | Jan Magnussen Mike Rockenfeller              | Chevrolet Corvette C7.R      | GTLM    | 722     | 8.º  | 2.º        |
| 2017 | Corvette Racing          | Jan Magnussen Mike Rockenfeller              | Chevrolet Corvette C7.R      | GTLM    | 652     | 8.º  | 4.º        |
| 2018 | Corvette Racing          | Jan Magnussen Mike Rockenfeller              | Chevrolet Corvette C7.R      | GTLM    | 781     | 13.º | 3.º        |
| 2019 | Corvette Racing          | Jan Magnussen Mike Rockenfeller              | Chevrolet Corvette C7.R      | GTLM    | 563     | 16.º | 6.º        |
| 2020 | Corvette Racing          | Nicky Catsburg Jordan Taylor                 | Chevrolet Corvette C8.R      | GTLM    | 785     | 16.º | 4.º        |
| 2021 | Corvette Racing          | Nicky Catsburg Jordan Taylor                 | Chevrolet Corvette C8.R      | GTLM    | 770     | 11.º | 1.º        |
| 2022 | Corvette Racing          | Nicky Catsburg Jordan Taylor                 | Chevrolet Corvette C8.R      | GTD Pro | 698     | 30.º | 6.º        |
| 2023 | Corvette Racing          | Tommy Milner Jordan Taylor                   | Chevrolet Corvette C8.R      | GTD Pro | 729     | 19.º | 2.º        |
| 2024 | Corvette Racing          | Daniel Juncadella Alexander Sims             | Chevrolet Corvette Z06 GT3.R | GTD Pro | 726     | 30.º | 5.º        |
| 2025 | Corvette Racing          | Daniel Juncadella Alexander Sims             | Chevrolet Corvette Z06 GT3.R | GTD Pro | 723     | 18.º | 2.º        |

### 12 Horas de Sebring
| Año  | Equipo           | Copilotos                        | Automóvil                    | Clase   | Vueltas | Pos. | Pos. Clase |
| ---- | ---------------- | -------------------------------- | ---------------------------- | ------- | ------- | ---- | ---------- |
| 2007 | Team Modena      | Darren Turner Liz Halliday       | Aston Martin DBR9            | GT1     | 331     | 11.º | 3.º        |
| 2008 | Bell Motorsports | Terry Borcheller Chapman Ducote  | Aston Martin DBR9            | GT1     | 299     | 16.º | 3.º        |
| 2009 | Corvette Racing  | Johnny O'Connell Jan Magnussen   | Chevrolet Corvette C6.R      | GT1     | 349     | 6.º  | 1.º        |
| 2010 | Corvette Racing  | Johnny O'Connell Jan Magnussen   | Chevrolet Corvette C6.R      | GT2     | 320     | 15.º | 8.º        |
| 2011 | Corvette Racing  | Olivier Beretta Tommy Milner     | Chevrolet Corvette C6.R      | GT      | 312     | 13.º | 3.º        |
| 2012 | Corvette Racing  | Jan Magnussen Jordan Taylor      | Chevrolet Corvette C6.R      | GT      | 307     | 19.º | 2.º        |
| 2013 | Corvette Racing  | Jan Magnussen Jordan Taylor      | Chevrolet Corvette C6.R      | GT      | 213     | DNF  | DNF        |
| 2014 | Corvette Racing  | Jan Magnussen Ryan Briscoe       | Chevrolet Corvette C7.R      | GTLM    | 283     | 19.º | 8.º        |
| 2015 | Corvette Racing  | Jan Magnussen Ryan Briscoe       | Chevrolet Corvette C7.R      | GTLM    | 330     | 10.º | 1.º        |
| 2016 | Corvette Racing  | Jan Magnussen Mike Rockenfeller  | Chevrolet Corvette C7.R      | GTLM    | 202     | 38.º | 9.º        |
| 2017 | Corvette Racing  | Jan Magnussen Mike Rockenfeller  | Chevrolet Corvette C7.R      | GTLM    | 334     | 7.º  | 1.º        |
| 2018 | Corvette Racing  | Jan Magnussen Mike Rockenfeller  | Chevrolet Corvette C7.R      | GTLM    | 283     | 36.º | 8.º        |
| 2019 | Corvette Racing  | Jan Magnussen Mike Rockenfeller  | Chevrolet Corvette C7.R      | GTLM    | 330     | 12.º | 3.º        |
| 2020 | Corvette Racing  | Nicky Catsburg Jordan Taylor     | Chevrolet Corvette C8.R      | GTLM    | 323     | 16.º | 5.º        |
| 2021 | Corvette Racing  | Nicky Catsburg Jordan Taylor     | Chevrolet Corvette C8.R      | GTLM    | 333     | 11.º | 4.º        |
| 2022 | Corvette Racing  | Nicky Catsburg Jordan Taylor     | Chevrolet Corvette C8.R      | GTD Pro | 323     | 16.º | 1.º        |
| 2023 | Corvette Racing  | Tommy Milner Jordan Taylor       | Chevrolet Corvette C8.R GTD  | GTD Pro | 303     | 21.º | 5.º        |
| 2024 | Corvette Racing  | Daniel Juncadella Alexander Sims | Chevrolet Corvette Z06 GT3.R | GTD Pro | 313     | DNF  | DNF        |
| 2025 | Corvette Racing  | Daniel Juncadella Alexander Sims | Chevrolet Corvette Z06 GT3.R | GTD Pro | 328     | 26.º | 7.º        |